# デュポン (DD-941)
|          | |
| 艦歴     | |
| 発注     | 1954年7月30日 |
| 起工     | 1955年5月11日 |
| 進水     | 1956年9月8日 |
| 就役     | 1957年7月1日 |
| 退役     | 1983年3月4日 |
| その後   | 1999年2月10日にスクラップとして売却 |
| 除籍     | 1990年6月1日 |
| 性能諸元 | |
| 排水量   | 基準：2,800トン 満載：4,050トン |
| 全長     | 水線長：407 ft (124 m) 全長：418 ft (127 m) |
| 全幅     | 45 ft (14 m) |
| 吃水     | 22 ft (6.7 m) |
| 機関     | ゼネラル・エレクトリック製蒸気タービン バブコック・アンド・ウィルコックス製ボイラー 70,000hp 2軸推進                                                            |
| 最大速   | 32.5ノット (60.2 km/h) |
| 航続距離 | 4,500海里（20ノット時） |
| 乗員     | 士官15名、兵員218名 |
| 兵装     | 54口径127mm単装砲 3門 12.7mm単装機銃 6基 爆雷投下軌条 1条 *後日撤去 50口径76mm2装砲 2基 ヘッジホッグ 2基 533mm魚雷発射管 4門 *後日追加 324mm3連装魚雷発射管 2基 |

デュポン (USS DuPont, DD-941) は、アメリカ海軍の駆逐艦。フォレスト・シャーマン級駆逐艦の1隻。艦名はサミュエル・デュポン少将にちなむ。その名を持つ艦としては3隻目。

## 艦歴
デュポンは1955年5月11日にメイン州バスのバス鉄工所で起工した。1956年9月8日にH・B・デュポン（デュポン少将の曾曾孫）に命名されて進水し、1957年7月1日に艦長W・J・マドックス少佐の指揮下で就役した。
1958年7月6日から31日まで、デュポンは士官候補生の訓練巡航および対潜水艦戦演習を大西洋で行い、途中ニューヨークを訪問した。9月2日には第6艦隊との任務のために地中海へ向かい、対空および対潜水艦戦演習に従事した。1959年3月12日にノーフォークへ帰還し、インランドシー作戦の準備に入った。この作戦で初めて海軍の任務部隊がセントローレンス海路を通り、五大湖へ向かった。6月26日にイギリスのエリザベス2世が奉献式に参加した際、デュポンはブリタニア (HMY Britannia) の護衛を担当した。
1959年8月から9月にかけて大西洋を横断し、ドワイト・D・アイゼンハワー大統領の大西洋横断飛行の航空警護を行った後、イギリスのサウサンプトンを訪問した。1960年1月28日にノーフォークを出航し、2度目の第6艦隊配備で地中海へ向かう。8月31日に帰還してオーバーホールに入り、作業は1960年の年末まで行われた。
1972年、デュポンは大西洋艦隊を代表してマージョリー・ステレット戦艦基金賞を獲得した。1979年にはニュージャージー州ホーボーケンのベスレヘム・スチール作業ヤードで改装が行われた。1980年、艦長ハーラン・K・ウルマン少佐の指揮下、第2駆逐戦隊に配属される。
改装に続いてデュポンは母港のノーフォークへ向けて出航した後、キューバのグアンタナモ湾へ向かった。乗組員は2週間の回復訓練及び戦時状態のシミュレーションを行い、この功績で3個の戦闘効率賞を受賞した。
1981年にデュポンは中東へ向かい、スエズ運河を通過して紅海からペルシャ湾へ入った。ニミッツ戦闘群へ配属され、イランアメリカ大使館人質事件の解決後にはペルシャ湾の偵察を行った。イラン軍はアメリカから供与されたP-3 オライオンでアメリカ軍艦艇の行動を追跡したため、艦は常に警戒態勢で行動した。
1982年、デュポンはイスラエル軍のレバノン侵攻によって高まったイスラエルとパレスチナ解放機構の対立に呼応し、アメリカ軍を含む多国籍軍の支援に配備された。ベイルート沖におよそ100日間遊弋していたデュポンは、いかなるアメリカ海軍艦艇よりも長い間レバノン沖に配備された。
デュポンは1983年3月4日に退役し、1992年12月11日にテキサス州ブラウンズビルのインターナショナル・シップブレーキングにスクラップとして売却された。

## 参照
1. ↑  “1959: Operation Inland Seas”.   Torsk Volunteer Association, Inc.. 2008年4月27日閲覧。

- この記事はアメリカ合衆国政府の著作物であるDictionary of American Naval Fighting Shipsに由来する文章を含んでいます。 記事はここで閲覧できます。
- この記事はアメリカ合衆国政府の著作物でありパブリックドメインであるNaval Vessel Registerに由来する文章を含んでいます。 記事はここで閲覧できます。